# Римское гражданство
Римское гражданство (лат. Civitas Romana) или Status civitatis — высший (один из трёх) социальный и юридический статус римской античности, означавший возможность пользования всей полнотой юридических прав, предоставляемых римским законодательством.
Как общественный институт сыграло огромную роль в истории Римского государства. В римском праве слово Status обозначало также три главных признака лица (persona):
- свободу (Status libertatis);
- римское гражданство (Status civitatis);
- семейное положение (Status familiae), и изменение такого Status влекло за собою потерю гражданских прав (capitis deminutio).

## Социальная стратификация римского общества
С точки зрения поражённости в правах, население Римской республики, а позднее — Римской империи, можно условно разделить на следующие группы:
- Римские граждане (квириты) — пользовались всеми правами. При известных обстоятельствах, гражданства можно было лишиться (например, переехав на территорию, где действовало латинское право или по решению комиций вследствие совершенного преступления или измены).
- Латинские граждане — первоначально были жителями италийских территорий, завоёванных Римом, в 49 г. до н. э. все италики стали обладателями римского гражданства. Позднее латинское право распространялось на обитателей клиентских царств и римских союзников, а ещё позднее — и провинций. По сравнению с римскими гражданами, носители латинского гражданства были «гражданами второго сорта», не имевшими права голоса и военной службы.
- Перегрины — своего рода античные «неграждане»: жители провинций и колоний, обладающих местным самоуправлением. С точки зрения римского права рассматривались как иностранцы, но иногда могли пользоваться римским брачным или торговым правом.
- Дедитиции (досл. «Сдавшиеся») — племена, покоренные римлянами после длительного сопротивления, их территории управлялись напрямую римской администрацией. Со времени Элиева закона 4 г. н. э. сюда причислялся низший класс вольноотпущенников, не имевший возможности получить ни римского гражданства, ни латинского права. Не могли селиться ближе 100 миль от города Рима.

Женщины не рассматривались древнеримским правом как носители гражданства, хотя имели право владения собственностью.
Рабы получили некоторые личные права только в период правления императора Антонина Пия (например, убийство раба хозяином приравнивалось к убийству перегрина). Парадоксом в этой ситуации было то, что вольноотпущенник римского гражданина автоматически получал римское гражданство, правда, с определёнными обязательствами к бывшему хозяину.

## Права римских граждан
Права римского гражданина сильно менялись с течением времени, кроме того, они зависели от социального статуса личности и её заслуг перед государством. Римское право периода Республики предусматривало следующие основные права римского гражданина:
- Ius suffragiorum. Право голосовать в народном собрании. Практически отмерло во 2-й пол. I в. до н. э.
- Ius honorum. Право гражданской и военной службы.
- Ius commercii. Полное право собственности и заключения сделок.
- Ius gentium, понятие о котором было разработано в III в. до н. э. Использовалось при разрешении споров между римскими гражданами и иностранцами (перегринами).
- Ius connubii. Право на законный брак, предоставлявший права Pater familias и автоматическое римское гражданство детям, рождённым в таком браке.
- Ius migrationis. Право сохранения полного римского гражданства при переезде в полис сопоставимого статуса, то есть в римские колонии и провинции. Аналогичные права имели латинские граждане. Если гражданин переезжал в латинскую колонию или зависимое царство, его статус понижался до уровня латинского гражданина.
- Иммунитет от местных правовых норм и законов.[3]
- Право на предъявление судебных исков.
- Право на суд (в том числе и на самозащиту).
- Право на обжалование судебных решений, в том числе в суде нижестоящих инстанций.
- К римскому гражданину не могли быть применены пытки и телесные наказания, а также смертная казнь в случае государственной измены. Не распространялось на военнослужащих в период несения действительной службы.
- Обвиняемый в государственной измене римский гражданин имел право на суд в Риме.

## Статус военнослужащих
В легионах на действительной службе имели право находиться только римские граждане, но они на срок службы (20 лет) поражались в правах: например, легионер не имел права вступать в законный брак, поэтому дети военнослужащих, рождённые в период службы, гражданства не имели, равно не приобретали они гражданства, если военный вступал после отставки с их матерью в законный брак. Равным образом, к военнослужащим могли быть применены телесные наказания и смертная казнь. Только при Септимии Севере военнослужащие получили право вступать в законный брак во время несения службы, что превращало военную службу в наследственное занятие.
Ауксилиарии (солдаты вспомогательных войск) получали права римского гражданства после окончания полного срока службы (30 лет).

## Внешние атрибуты римского гражданства
В период Республики и ранней Империи римский гражданин должен был даже внешне отличаться от прочих жителей римского государства — по указу Августа, граждане в присутственных местах должны были носить тогу. Реликтом этих порядков были императорские указы V в., запрещавшие ношение в черте города Рима штанов (как атрибута «варварской» одежды).

## Условия приобретения римского гражданства

### Республика
Римляне не всем муниципиям сразу предоставляли права римского гражданства: жителям этрусского города Цере, чуждым по языку и обычаям, они сначала дали только гражданство без права голоса (cives sine suffragio) и создали этим новый разряд городов; граждане таких городов «Цеританского права» были муниципами (municipes), то есть несли повинности, не пользуясь правами. Граждан этого рода было, по словам Полибия, перед второй пунической войной 100 тыс., на 173 тыс. полноправных римских граждан. Благодаря муниципиям, ager romanus, то есть «римская земля», могла расти, обнимая собой многочисленные, хорошо населенные и свободно управляемые города, раскинутые по всей Италии и в то же время составлявшие одно политическое тело с Римом, так как их граждане состояли в трибах римского народа и лишь на римском форуме могли проявлять своё участие в римском народовластии. Таким образом, Ager romanus, представлявший в начале Римской республики пространство в 98,3 тыс. гектаров, к началу латинской войны утроился (309 тыс. гектаров); расторжение латинского союза и превращение многих независимых городов латинян в муниципии снова удвоило размер римской земли (603 тыс. гектаров); объединение Италии, то есть победа над самнитянами, этрусками, галлами средней Италии, довело пространство римской земли до 2700 тыс. гектаров; реорганизация Италии после победы над Ганнибалом прибавила ещё 1000 тыс. гектаров; покорение Галлии северо-италийской, колонизация в ней расширили Ager romanus до 5500 тыс. гектаров, что составляет одну треть пространства всей Италии (16 млн гектаров).
Другим «цементом», сплотившим Римскую державу, был «договор» (foedus), благодаря которому побежденный город становился римским союзником. Формула договора была различна: если договор был заключен на принципе равноправности (foedus aequum), то он предоставлял союзнику полную автономию. На самом деле, однако, и равноправность сопровождалась зависимостью от Рима: союзный город следовал политике Рима, а не наоборот. Ещё больше была зависимость, когда в договор включалась формула majestatem populi romani comiter conservare, то есть обязанность любезно блюсти величие (верховенство) римского народа. Посредством таких договоров, отводивших каждому из союзников особое место, Рим связал с собой 135 свободных городов Италии в качестве союзников (socii). Середину между Римом и союзниками занимают латинские колонии (socii ас nomen latinum — у Ливия). После расторжения латинского союза римляне стали выводить колонии, граждане которых, в отличие от прежних римских колонистов, утрачивали право римского гражданства и становились в положение граждан семи старых латинских колоний, но зато пользовались полной автономией и сохраняли право возвратиться в Рим и вновь записаться в свою трибу, если оставляли в колонии члена семьи для обработки полученного ими надела. Такими колониями с большим числом граждан (от 3 до 6 тыс.; в Венузию было выведено даже 20 тыс. колонистов) Рим латинизировал южную и северную Италию. Всех латинских колоний, со включением 7 старых, было 35, с пространством в 830 тыс. гектаров и с 85 тыс. призванными к военной службе гражданами (в 225 году до н. э., когда было выведено только 28 колоний). Вся территория союзных Риму городов в Италии составляла 10 млн 500 тыс. гектаров — вдвое против римской; что касается до военных сил, то союзники могли выставить на помощь Риму (с включением латинских колоний) почти вдвое больше (в 225 году до н. э. — 497 тыс., против 273 тыс.). Таким образом, после завоевания Римом Италии эта страна представляла собой федерацию городов, под верховным владычеством одного царствующего города; это — единое государство по сплоченности своих частей и по подчинению единой власти, но по своему строению оно имеет муниципальный характер, то есть состоит исключительно из городов, не только самоуправляющихся, но и обладающих управляемой территорией.
При единодержавии Рима его власть давала себя все тяжелее чувствовать союзникам, а когда, со времени Гракхов, в Риме наступила эпоха раздачи земель и хлеба и народных увеселений (panem et circenses), право римского гражданства стало для них приманкой. После того как попытки римских трибунов (Гая Гракха и Ливия Друза) удовлетворить их желанию оказались тщетны, союзники взялись в 88 году до н. э. за оружие. Видя опасность, римляне поспешили, законом Юлия, разделить союзников и дать гражданство тем из них кто ещё не восстал (этруски); но самнитяне и горцы южной Италии успели вооружиться и в двухлетней кровопролитной войне бились с Римом уже не за право гражданства, а за свою независимость. Как глубоко, однако, политическая идея Рима — федерация городов, под властью общего для всех граждан города — укоренилась в умах италиков, видно из того, что союзники вздумали создать в южной Италии новый Рим и избрали для этого городок Корфиниум, переименованный в Италию: его форум должен был служить общим форумом, сенат — общим сенатом, а консулы и преторы (по числу римских) — общими верховными магистратами. Рим был принужден призвать под знамёна все свои силы, поставить во главе их лучших своих полководцев, Мария и Суллу — и все-таки окончить уступкой. Законом Плаутия и Папирия было предоставлено римское гражданство всем, кто положит оружие в течение 60 дней. Италики — за исключением части самнитян, продолжавших сопротивляться до их истребления — вошли в состав Рима, но с этого же времени начинается падение опустошенной Италии.
Дуализм между римлянами и латинянами или союзниками в Италии исчез (за исключением обитателей Галлии транспаданской, получивших гражданство лишь от Юлия Цезаря в 49 году до н. э.); но в римской державе, вследствие завоеваний, уже раскрылся другой дуализм. Римская Италия была окружена провинциями, и рознь между римлянами и провинциалами (перегринами) была много глубже, чем между римлянами и латинянами. Тем не менее этот дуализм стал постепенно сглаживаться и погас без того страшного потрясения, каким была союзническая война. Произошло это оттого, что над римлянами и перегринами водворилась общая государственная власть.
В то самое время, когда римские легионы доставляют Риму господство над миром, в сердце Рима покоренные рабы приобретают все более и более влияния на его судьбу. Ничто так не содействовало извращению римского демоса, как легкость освобождения и получения рабами права римского гражданства. Уже разрушитель Карфагена, Сципион Эмилиан, счел себя вправе презрительно попрекнуть толпу на форуме тем, что он ещё недавно привёз её в Рим в цепях.
Но римские войны ещё более непосредственным способом подрывали ядро римского народа — крестьянство; принимая все большие размеры, удаляясь от Рима и становясь все продолжительнее, войны надолго отрывали солдата от его земли. Ливий, в одном из своих драматических рассказов, выводит на сцену центуриона Сп. Лигустина, владельца участка земли в один югер; проведшего 22 года на военной службе вдали от унаследованного поля. Впрочем, известное равновесие между убылью от войны и приростом оседлого крестьянского населения поддерживалось до тех пор, пока римляне имели возможность производить наделы в Северной Италии. Когда в середине II века до н. э. фонд свободной общественной земли истощился, обезземеление римских граждан пошло ещё быстрее. К этому времени относится перемена в сельском хозяйстве римлян, имевшая роковое значение для мелкого землевладения. Вследствие расширения под римской властью торговых сношений на Средиземном море, в Италию стал массами привозиться хлеб не только из Сицилии, но из Нумидии и Египта; эта конкуренция убила земледелие в Италии и заставила землевладельцев запустить пашню и завести скот. Мы знаем об этой перемене со слов Катона, который был отличным хозяином и на вопрос, какой самый выгодный способ хозяйства? ответил — bene pascere (хорошее скотоводство); а затем? плохое скотоводство; а затем? хлебопашество (arare). Прежде всего должны были пострадать крестьяне, не находившие заработка у помещиков и не имевшие возможности, по незначительности участков, перейти к скотоводству. Им пришлось продавать свои наделы — и в этом нужно искать источник тех латифундий, о которых сказал Плиний, что они погубили Италию.
По мере того, как ядро римского народа — земледельческий класс — редело, развивалась торговая деятельность римлян. Древний Рим знал лишь громоздкую медную монету и только со времени объединения Италии и подчинения греческих торговых городов на юге полуострова стал чеканить серебряную монету. Развитие торговли привело к накоплению капиталов, что выразилось в изменении смысла слова equites. Всадниками прежде назывались служившие на собственном коне наиболее достаточные граждане; во втором веке это слово обозначает класс капиталистов, занимающихся торговлей и откупами в провинциях, в отличие от сенатской аристократии, которой закон Клавдия 219 года до н. э. запретил торговать от своего имени и держать корабли, за исключением лишь каботажных судов для перевозки в столицу продуктов собственного хозяйства.

#### Юлий Цезарь
При Гае Цезаре провинции впервые в римской истории становятся предметом государственной заботы. Закон Юлия вводит строгую отчетность в управление провинцией. Подготовляется систематическое слияние провинции с Римом; целые города или области получают или непосредственно право римского гражданства, или, как переходную ступень, латинское право; целый легион, навербованный из галлов — Alauda (жаворонок) — пожалован, за храбрость, римским гражданством; провинциалы становятся сенаторами и консулами. В политике Цезаря по отношению к провинциалам проявляется не только внимание к ним и благодарность за оказанные услуги, но и общая мысль о единстве государства и о его благосостоянии.
Цезарь широко раскрыл провинциалам доступ в Рим. Цезарь дал гражданство всем врачам и преподавателям наук в Риме; декретами последующих императоров право гражданства давалось как привилегия для поощрения постройки домов и кораблей, для богатых детьми браков и т. п. Для Цезаря, а в особенности для Антония, предоставление права гражданства бывало источником дохода.

### Империя

#### Август
Октавиан Август заботился о том, чтобы принимать в римское гражданство и в сенат лишь вполне доброкачественные элементы. Август, по его собственным словам, скорее был готов допустить, чтобы «казна потерпела ущерб, нежели понизить честь римского гражданства»; согласно с этим он у многих даже отнял дарованное им раньше право римского гражданства. Эта политика вызвала новые законодательные меры по отпущению на волю рабов, которое прежде было предоставлено вполне усмотрению господина. «Полная свобода» (magna et justa libertas), с которой по-прежнему было связано право римского гражданства, могла быть дарована, по закону Августа, лишь при известных условиях и под контролем особой комиссии из сенаторов и всадников; при несоблюдении этих условий освобождение давало лишь латинское право гражданства, а рабы, подвергавшиеся позорящим наказаниям, попадали лишь в разряд провинциальных подданных.
Август позаботился о том, чтобы привести в известность число римских граждан, и возобновил почти уже вышедший из употребления ценз; в 26 году до н. э. граждан, способных носить оружие, оказалось 4064 тыс., а 19 лет спустя — 4163 тыс.
Август сохранил укоренившийся обычай содержать обедневших граждан за государственный счет и выводить граждан в колонии; но предметом особенных его забот был самый Рим — его благоустройство и украшение. Он хотел возродить также и духовную силу римского народа, его древнее благочестие, крепкий семейный быт и простоту нравов. Он реставрировал пришедшие в ветхость римские храмы и издавал законы, с целью положить предел распущенности нравов, поощрять браки и воспитание детей (Leges Juliae и Papia Poppeae, 9 год н. э.); особые податные привилегии даны были тем, кто имел трех сыновей (jus trium liberorum).
Процесс сближения происходил двумя путями: императоры давали право гражданства отдельным лицам или категориям лиц, или же гражданство предоставлялось целым городам и областям. Важную роль при этом играло (зачастую фиктивное) латинство. Когда италийские латиняне слились с римлянами, последние стали предоставлять в Галлии некоторым городам право бывших латинских колоний. Латинство стало, таким образом, переходной ступенью к римскому гражданству; в этом смысле Веспасиан предоставил всей Испании латинское право.

## Каракалла
Септимий Каракалла в 212 году своим эдиктом Constitutio Antoniniana дал всем свободным людям империи право римского гражданства: in orbe romano qui sunt, cives romani effecti sunt. Это стало завершающим шагом постепенного повышения правового статуса городов империи. При этом различие между гражданами и перегринами уступило место различию между honestiores и humiliores.